# 擒賊擒王
「擒賊擒王」是兵法三十六計的第十八計，摧毀敵人的首腦之主力，以瓦解敵方的整體力量。
原文為：「摧其堅，奪其魁，以解其體。龍戰於野，其道窮也」。
其中「龍戰於野，其道窮也」語出《易經．坤》卦。坤，卦名。本卦是同卦相疊（坤下坤上），為純陰之卦。引本卦上六，《象辭》：“龍戰於野，其道窮也。”是說即使強龍爭斗在田野大地之上，也是走入了困頓的絕境。比喻戰鬥中擒賊擒王謀略的威力。
按語：「攻勝則利不勝取。取小遺大，卒之利、將之累、帥之害、攻之虧也。舍勝而不摧堅擒王，是縱虎歸山也。擒王之法，不可圖辨旌旗，而當察其陣中之首動。昔張巡與尹子奇戰，直衝敵營，至子奇麾下，營中大亂，斬賊將五十餘人，殺士卒五千餘人。迎欲射子奇而不識，剡蒿為矢。中者喜謂巡矢盡，走白子奇，乃得其狀，使霽雲射之，中其左目，幾獲之，子奇乃收軍退還。」